# Øystein Møyla
Øystein Øysteinsson, apodado el doncel (en nórdico antiguo, Eysteinn Meyla; en noruego, Øystein Møyla; 1152 - fallecido en Re, Noruega, en 1177) fue un pretendiente al trono noruego, electo en 1176 como rey rival en oposición a Magnus V, durante el período de la guerra civil noruega.

## Biografía
Øystein era un hijo ilegítimo del rey Øystein II. Formó parte de la facción de los birkebeiner, que se levantaron contra Magnus V y el regente Erling Skakke.
En 1176 llegó a Nidaros, ciudad de la que se apoderó, junto con la región de Trøndelag. Ahí fue nombrado rey. Reunió un ejército de 2,400 hombres y partió hacia el sur, a través de las montañas, pero su ejército fue interceptado por Magnus V en Re, donde Øystein murió en batalla en el año de 1177.
Recibió el nombre de el doncel, por su aspecto juvenil. Aunque fue nombrado rey, su nombre no ha sido incluido en la lista oficial de los monarcas noruegos.